# Wirtschaftsforschungsinstitut
Ein Wirtschaftsforschungsinstitut ist eine Forschungseinrichtung oder Denkfabrik, die aktuelle ökonomische Fragestellungen erforscht, aktiv publiziert und sich gleichfalls aktiv in Meinungsbildungsprozesse einbringt. Wirtschaftsforschungsinstitute existieren neben den auf Forschung ausgerichteten Universitäten.
Wirtschaftsforschungsinstitute können staatlich oder privat finanziert sein; in der Realität finden sich häufig Mischfinanzierungen. Die Institute sind oft an Universitäten angegliedert, um ein gegenseitiges Profitieren und einen Know-how-Transfer zu ermöglichen.

## Deutschsprachige Wirtschaftsforschungsinstitute
Die fünf bedeutendsten deutschen Institute sind:
- Deutsches Institut für Wirtschaftsforschung (DIW), Berlin
- ifo Institut – Leibniz-Institut für Wirtschaftsforschung an der Universität München (ifo), München
- Kiel Institut für Weltwirtschaft (IfW), Kiel
- Leibniz-Institut für Wirtschaftsforschung Halle (IWH), Halle
- RWI – Leibniz-Institut für Wirtschaftsforschung (RWI), Essen

Die fünf genannten Institute publizieren zweimal im Jahr eine viel beachtete Konjunkturprognose, die als Frühjahrs- und Herbstgutachten bekannt ist. Ursprünglich gehörte auch das Hamburgische Welt-Wirtschafts-Archiv (HWWA) Hamburg dazu, welches jedoch aufgrund interner Schwierigkeiten in das Hamburgische WeltWirtschaftsinstitut (HWWI) reformiert wurde.
Weitere deutsche Wirtschaftsforschungsinstitute sind:
- Hamburgisches WeltWirtschaftsInstitut (HWWI), Hamburg
- Institut für Angewandte Wirtschaftsforschung (IAW), Tübingen
- Institut für Arbeitsmarkt- und Berufsforschung (IAB), Nürnberg
- Institut der deutschen Wirtschaft (IW), Köln
- Institut für Makroökonomie und Konjunkturforschung (IMK), Düsseldorf
- Institut für sozial-ökologische Wirtschaftsforschung (ISW), München
- Forschungsinstitut zur Zukunft der Arbeit (IZA), Bonn
- Leibniz-Institut für Finanzmarktforschung SAFE (SAFE), Frankfurt am Main
- Leibniz-Zentrum für Europäische Wirtschaftsforschung (ZEW), Mannheim
- Walter Eucken Institut, Freiburg im Breisgau
- Wissenschaftszentrum Berlin für Sozialforschung (WZB), Berlin

Die größten österreichischen Wirtschaftsforschungsinstitute sind:
- Institut für Höhere Studien (IHS), Wien
- Österreichisches Institut für Wirtschaftsforschung (WIFO), Wien
- KMU Forschung Austria, Wien
- Agenda Austria, Wien
- EcoAustria, Wien
- Wiener Institut für Internationale Wirtschaftsvergleiche (WIIW), Wien

## Europäische Wirtschaftsforschungsinstitute
- Centre d'Études prospectives et d'informations internationales (CEPII), Paris
- Centre for Economic Policy Research (CEPR), London
- Centre for European Policy Studies (CEPS), Brüssel
- Economic and Social Research Council (ESRC), Swindon
- Europäisches Institut für Internationale Wirtschaftsbeziehungen (EIIW)
- Institut für Weltwirtschaft und internationale Beziehungen, Moskau
- Institute for International Economic Studies (IIES), Stockholm
- National Institute of Economic and Social Research (NIESR), City of Westminster
- Oxford Institute for Economic Policy (OXONIA)

## Wirtschaftsforschungsinstitute in den USA
- International Economics Study Center (IESC), Washington, D.C.
- Institute for International Economics (IIE), Washington
- Institute for Research on Poverty (IRP), Madison
- National Bureau of Economic Research (NBER), Cambridge, größte wirtschaftswissenschaftliche Forschungseinrichtung in den USA
- Research and Development Corporation (RAND), Santa Monica
- Stanford Institute for Economic Policy Research (SIEPR)

## Sonstige Wirtschaftsforschungsinstitute
- Comisón Económica para América Latina y el Caribe (CEPAL), Santiago de Chile
- Economics Web Institute (EWI)
- World Institute for Development Economics Research (UNU-WIDER), Universität der Vereinten Nationen